# Enis Bećirbegović
Enis Bećirbegović (serb. Енис Бећирбеговић; ur. 2 sierpnia 1976 w Sarajewie) – bośniacki narciarz alpejski, olimpijczyk.

## Kariera
Enis Bećirbegović czterokrotnie uczestniczył w zimowych igrzyskach olimpijskich (1992, 1994, 1998  i 2002). Podczas swoich pierwszych igrzysk, w 1992 wziął udział w reprezentacji Jugosławii. Podczas tych igrzysk wziął udział w trzech konkurencjach narciarstwa alpejskiego: supergiganta (67. miejsce), slalomu gigancie (nie ukończył) i slalomu (nie ukończył). Na kolejnych igrzyskach, w 1994 reprezentował już Bośnię i Hercegowinę. Podczas tych igrzysk wystąpił w jednej konkurencji narciarstwa alpejskiego: slalomu gigancie (nie ukończył). Podczas kolejnych igrzysk, w 1998 Bećirbegović wziął udział w trzech konkurencjach narciarstwa alpejskiego: zjazdu (21. miejsce), supergigantu (22. miejsce) i slalomu gigancie (nie ukończył). Cztery lata później, w 2002 roku Bećirbegović uczestniczył już w tylko jednej konkurencji narciarstwa alpejskiego: slalomie gigancie, w którym nie ukończył konkurencji. W tym samym roku Enis Bećirbegović miał okazję być chorążym reprezentacji Bośni i Hercegowiny. Były to jego ostatnie zimowe igrzyska olimpijskie.